# Mačková
Mačková je přírodní rezervace v oblasti NAPANT na Slovensku.
Nachází se v katastrálním území obce Medzibrod v okrese Banská Bystrica v Banskobystrickém kraji. Území bylo vyhlášeno či novelizováno v roce 1993 na rozloze 42,2300 ha. Ochranné pásmo nebylo stanoveno.